# Sojuz MS-05
Sojuz MS-05 (ryska: Союз МС-05) var en flygning i det ryska rymdprogrammet, till Internationella rymdstationen (ISS). Farkosten sköts upp med en Sojuz-FG-raket, från Kosmodromen i Bajkonur den 28 juli 2017. Några timmar efter uppskjutningen dockade farkosten med rymdstationen.
Flygningen transporterade Sergey Ryazansky, Paolo A. Nespoli och Randolph Bresnik till rymdstationen. Alla tre var del av Expedition 52 och 53.
Farkosten lämnade rymdstationen den 14 december 2017. Några timmar senare återinträdde den i jordens atmosfär och landade i Kazakstan.
I och med att farkosten lämnade rymdstationen så var Expedition 53 avslutad.

## Besättning
| Befälhavare    | Sergey Ryazansky, RSA Hans andra rymdfärd Expedition 52 / 53  |
| Flygingenjör 1 | Randolph Bresnik, NASA Hans andra rymdfärd Expedition 52 / 53 |
| Flygingenjör 2 | Paolo A. Nespoli, ESA Hans tredje rymdfärd Expedition 52 / 53 |

## Reservbesättning
| Befälhavare    | Aleksandr Misurkin, RSA |
| Flygingenjör 1 | Mark T. Vande Hei, NASA |
| Flygingenjör 2 | Norishige Kanai, JAXA   |